# Distretto di Sursee
Il distretto di Sursee (Wahlkreis Sursee) è un distretto del Canton Lucerna, in Svizzera. Confina con i distretti di Hochdorf a est, di Lucerna Campagna e di Entlebuch a sud, di Willisau a ovest e con il Canton Argovia (distretti di Zofingen e di Kulm) a nord. Il capoluogo è Sursee. Ha sostituito, dal 1º gennaio 2013, l'omonimo Amt, di cui ricalca perfettamente il territorio (tranne per il comune di Wolhusen, passato al distretto di Entlebuch). Comprende il lago di Sempach.

## Comuni
Amministrativamente è diviso in 19 comuni:
- Beromünster
- Büron
- Buttisholz
- Eich
- Geuensee
- Grosswangen
- Hildisrieden
- Knutwil
- Mauensee
- Neuenkirch
- Nottwil
- Oberkirch
- Rickenbach
- Ruswil
- Schenkon
- Schlierbach
- Sempach
- Sursee
- Triengen

### Fusioni
- 2004: Beromünster, Schwarzenbach → Beromünster
- 2005: Kulmerau, Triengen, Wilihof → Triengen
- 2009: Beromünster, Gunzwil → Beromünster
- 2009: Triengen, Winikon → Triengen
- 2013: Beromünster, Neudorf → Beromünster
- 2013: Pfeffikon, Rickenbach → Rickenbach